# Ледено вино
Ледено вино или айс вино (на английски: ice wine, на немски: Eiswein) е вид десертно благородно сладко вино, произведено от грозде, което е замръзнало, докато все още е на лозата, и което се пресова в замръзнало състояние. Само няколко капки сок се получават от едно зърно грозде, но те са изключително богати на захари. Ледени вина се правят в Германия, САЩ и Канада. Произходът на леденото вино може да се проследи назад във времето в далечната 1700 г. в Германия, където „Ейсвейн“ било открито след настъпването на ранните студове. По-късно традицията е пренесена в страни като САЩ и Канада заради подходящите климатични условия.
В Германия ледено вино обикновено се прави от сорта Ризлинг, докато в Северна Америка любим сорт на винопроизводителите е Видал блан. Освен от бели сортове ледено вино се прави и от червените сортове Каберне Фран, Каберне Совиньон, Мерло и Сира.
Леденото вино се прави по уникален начин. Гроздето се оставя необрано на лозите, понякога в продължение на месеци. С настъпването на зимния сезон температурите спадат и в зърната на гроздето се образуват ледени кристали, които на практика го обезводняват и оставят единствено концентрираните захари и киселини.
Гроздето се бере само замръзнало, ето защо ледено вино може да се направи само при подходящи климатични условия. Ако застудяването се забави, гроздето ще се развали и реколтата ще бъде изцяло загубена. Ако зимата е прекалено студена, ще бъде невъзможно да се пресира достатъчно сок. (През 1990 г. една от най-добрите канадски изби счупва винарската си преса опитвайки се да произведе вино при -20 градуса!)
Когато гроздовите зърна замръзнат и се превърнат на твърди топчета от лед и силно концентриран захарен сок, започва беритбата. Гроздето се берат само на ръка, обикновено късно през нощта, по време на пълнолуние, когато температурите са между -8 и -15 градуса. Продукцията е изключително ограничена – понякога от цялата лоза се получава само една-единствена бутилка вино.
Получените вина има ярък, кехлибарен (от бели сортове) или оранжево-червен (когато е от червени сортове) цвят, висока захарност, плътност, алкохолното съдържание между 6% и 13% и изключителен плодов аромат на праскова, кайсия, мед, цитрусови плодове и карамел.
Истинското „ледено вино“ трябва да следва стандартите на VQA (Vintners Quality Alliance), които забраняват изкуственото замразяване на гроздето или алтернативни промени на оригиналната рецепта.
Най-известните (и най-скъпи) вина от този тип идват от Германия и Канада. Цените варират между 60 и 100 евро, а през 2006 г. е продадена най-скъпата бутилка до момента, продукция на канадската винарна Royal DeMaria, за сумата от 30000 канадски долара (около 20 000 евро).
Ледените вина традиционно се сервират с десерти, но могат да се съчетаят и с пикантни сирена.